# Thomas Perle
Thomas Perle, bürgerlich Thomas Gyöngy (* 1987 in Vișeu de Sus) ist ein rumäniendeutscher Schriftsteller und Dramatiker.

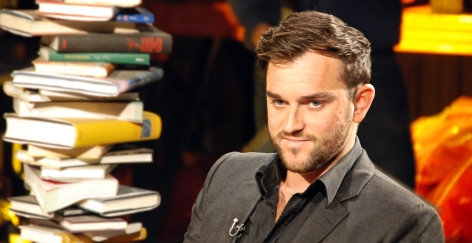
Thomas Perle 2014 in der ORF III-Sendung erLesen

## Leben
Thomas Perle wurde als Sohn eines Ungarn und einer Rumäniendeutschen in der Sozialistischen Republik Rumänien geboren. 1991 emigrierte er mit seiner Familie nach Nürnberg, wo er dreisprachig aufwuchs. Nach seinem Abitur sammelte er erste Erfahrungen als Volontär im Bereich Regie, Dramaturgie und Theaterpädagogik am Staatstheater Nürnberg. Er studierte an der Universität Wien Theater-, Film- und Medienwissenschaft mit Diplomabschluss.
Neben dem Studium arbeitete er in der Dramaturgie am Volkstheater Wien und war Regieassistent am Schauspielhaus Wien. 2013 erhielt für seinen Kurzprosatext wir gingen weil alle gingen. den exil-Literaturpreis und war 2014 im Rahmen der Nachwuchsautorenförderung des ORF III Writer in Residence im LOISIUM. Seit 2015 ist er Mitglied des interkulturellen Autorentheaterprojekts Wiener Wortstaetten. 2016 leitete er am Staatstheater Nürnberg eine Schreibklasse für Jugendliche, deren Texte er gemeinsam mit seinem Kurzprosatext wir gingen weil alle gingen. inszenierte. 2018 erschien sein gleichnamiges Prosadebüt im Wiener Verlag edition exil.
2019 entwickelte er gemeinsam mit der Berliner Regisseurin und Theaterpädagogin Uta Plate am Schauspielhaus Graz Schöne neue Welt: Familie 2.0, eine Bürger*innenbühne über das Zusammenleben. Im selben Jahr erhielt er für sein Stück karpatenflecken den Retzhofer Dramapreis. Die Uraufführung fand am 10. Dezember 2021 am Deutschen Theater Berlin statt (Regie: András Dömötör), die österreichische Erstaufführung am 7. Mai 2023 am Burgtheater Wien (Regie: Mira Stadler). Am 20. Januar 2022 wurde sein Stück ein jedermann / domnul iedeman am Nationaltheater Radu Stanca Hermannstadt / Sibiu uraufgeführt (Regie: Dávid Paška).
Thomas Perle lebt in Wien.

## Auszeichnungen
- 2023: Nestroy-Theaterpreis in der Kategorie Bestes Stück – Autorenpreis für karpatenflecken[5]
- 2023: Stadtschreiber in der Kulturhauptstadt Europas 2023 Temeswar / Timișoara
- 2021: Residenzstipendium der Internationalen Elias Canetti Gesellschaft in Ruse[6]
- 2019/20: Dorfschreiber von Katzendorf[7]
- 2019: Retzhofer Dramapreis für sein Stück karpatenflecken[8]
- 2019/20: Dramatikerstipendium der Literar-Mechana
- 2018: Rottweiler Stadtschreiber[9]
- 2018/19: Wiener Dramatik Stipendium
- 2017: Nominierung für das Peter-Turrini-DramatikerInnenstipendium
- 2017: Nominierung für den August-Graf-von-Platen-Preis
- 2016: Erster Preis beim 28. Preis der Nürnberger Kulturläden
- 2016: Arbeitsstipendien für Literatur vom Bundeskanzleramt Österreich
- 2015: Startstipendium für Literatur vom Bundeskanzleramt Österreich
- 2013: exil-Literaturpreis der edition exil

## Werke

### Prosa
- wir gingen weil alle gingen., 2018

### Stücke
- ein jedermann / domnul iedeman. UA 20.01.2022 Nationaltheater Radu Stanca Hermannstadt / Sibiu[10]
- karpatenflecken. UA 10.12.2021 Deutsches Theater Berlin[11] und 2022, Burgtheater Wien[12]
- LIVE. UA 24.07.2020 Nationaltheater Radu Stanca Hermannstadt / Sibiu[13]
- caroline feiert geburtstag.[14]
- mutterseele. dieses leben wollt ich nicht. UA 6. März 2017, WERK X-Eldorado[15]
- europas töchter. UA 2. Oktober 2015, MIMAMUSCH, Ragnarhof Wien[16]
- herzteig. das leben ist nicht aus zucker.[17]